# Regno di Sicilia (1735-1816)
Il Regno di Sicilia nel periodo compreso tra il 1735 e il 1816 fu governato dalla dinastia borbonica, a seguito dell'incoronazione (col titolo di rex utriusque Siciliae) il 3 luglio 1735 di Carlo di Borbone nella cattedrale di Palermo, capitale del regno. Ancora oggi un monumento commemorativo posto all'ingresso della cattedrale ricorda l'evento. Nel dicembre 1816 il regno fu unito al Regno di Napoli per dare vita al Regno delle Due Sicilie.

## Premessa
Dalla Guerra dei Vespri, l'antico regno di Sicilia si trovava diviso in due diversi stati: il Regno di Napoli degli Angioini nell'Italia meridionale e il Regno di Trinacria degli Aragona in Sicilia. I due regni, definiti nei trattati "citeriore" (citra Pharum, cioè al di qua del Faro di Messina, rispetto al punto di osservazione del Pontefice) e "ulteriore" (ultra Pharum, cioè al di là del Faro), furono unificati in unione personale da Alfonso V d'Aragona, quando questi conquistò la porzione continentale.
La corona siciliana, in declino nella lunga età dei viceré, nel 1713 andò in mano alla dinastia sabauda (vedi Storia della Sicilia sabauda), a seguito del Trattato di Utrecht, una serie di trattati di pace che avevano, ufficialmente, la funzione di porre fine alla guerra di successione spagnola, ma che di fatto furono un tentativo per limitare l'espansione dei domini borbonici in Europa. Tuttavia, tale espansione venne solo rallentata, in quanto la Spagna di Filippo V iniziava a riarmare il suo esercito e la Quadruplice Alleanza (formata in chiave anti-borbonica da monarchia asburgica, Regno di Gran Bretagna, Regno di Francia e Repubblica delle Sette Province Unite) era in fermento per impedire l'annessione dell'Italia alla corona spagnola e il conseguente ampliamento degli interessi di quest'ultima nel vecchio continente. Sentitosi tra due fuochi, il re di Sicilia Vittorio Amedeo di Savoia cercò alleanze da ambo i lati. Gli Spagnoli erano però intenzionati a conquistare la Sicilia con la forza: il re sabaudo fece appello alle nazioni europee perché fossero garantiti i termini del trattato di Utrecht, dicendosi disposto a cedere la Sicilia agli imperiali in cambio della Sardegna o della Toscana, e del mantenimento del titolo regale. Nel giugno 1719 fu combattuta la battaglia di Francavilla e nel febbraio del 1720 Filippo si arrese. Vittorio Amedeo divenne dunque Re di Sardegna, mentre la corona siciliana passò agli Asburgo d'Austria, che già detenevano il Regno di Napoli.
Gli Austriaci tennero la Sicilia dal 1720 al 1734 (vedi Storia della Sicilia austriaca).

### La conquista borbonica
Nuove tensioni si produssero in Europa con la guerra di successione polacca (1733), in cui emerse la figura di Carlo di Borbone, primogenito di secondo letto di Filippo V. Carlo, alla guida dell'esercito spagnolo, conquistò i due vicereami asburgici (vedi Conquista borbonica delle Due Sicilie). La risoluzione in Italia avvenne con gli accordi del 1735, che videro l'assegnazione del Granducato di Toscana a Francesco Stefano di Lorena; passarono all'Austria il porto franco di Livorno e, riconosciuta la Pragmatica sanzione del 1713, il Ducato di Parma e Piacenza; il Regno di Sardegna acquisì le Langhe e i territori occidentali del milanese. Don Carlos, già duca di Parma e Piacenza (titolo che, de jure, mantenne fino al 1738) ottenne lo Stato dei Presidi e il Regno di Napoli. Carlo si proclamò sovrano di Sicilia con il numerale "III". Carlo di Borbone nel maggio 1734 conseguì una vittoria decisiva a Bitonto contro gli austriaci e fu proclamato re di Napoli il 17 maggio 1734.
I siciliani non si erano ribellati all'Austria, né, tantomeno, avevano richiesto l'intervento spagnolo. Il 29 agosto due contingenti spagnoli sbarcarono a Termini e Messina. Il 2 settembre 1734 il generale spagnolo José Carrillo de Albornoz, duca di Montemar, prese possesso dell'ufficio del viceré a Palermo, con il mandato di gettare le premesse militari e politiche per la fondazione della nuova monarchia.
Le truppe dell'infante di Spagna, avanzarono nell'isola senza incontrare forti resistenze, con le eccezioni di Messina, difesa dal principe Johann Georg Christian von Lobkowitz, Siracusa, dove gli austriaci, guidati dal marchese Egidio Orsini di Roma, resistettero fino al febbraio 1735, e Trapani, dove il generale Giacomo Carrera si arrese solo il 12 luglio 1735.
L'isola fu così sottratta alla dominazione asburgica. Il 9 marzo Carlo giunse a Messina, dove soggiornò circa due mesi prima di spostarsi nella capitale del Regno. Il 3 luglio 1735, Carlo fu incoronato sovrano a Palermo.

## I re Borbone che governarono la Sicilia

### Il regno di Carlo di Borbone

#### L'incoronazione
La cerimonia dell'incoronazione ebbe luogo nel Duomo di Palermo, dove il sovrano giurò, sui Vangeli, il rispetto e l'osservanza della Costituzione, dei Capitoli del Regno di Sicilia e dei privilegi e delle consuetudini della città di Palermo; a loro volta i nobili e gli ecclesiastici siciliani gli giurarono fedeltà, ma senza manifestare mai nulla di più che un consenso di massima. Al momento dell'incoronazione, il sovrano scelse di non adoperare alcun numerale, ma di regnare con il nome di Carlo di Borbone, rinunciando all'ordinale "III" assunto al momento della conquista dell'isola.
Sebbene la grande cerimonia venga ricordata per solennità e fasti, circostanze di forza maggiore imposero che i tempi per il suo svolgimento fossero enormemente affrettati. L'incoronazione, infatti, avvenne quando la cittadella di Trapani era ancora sotto il controllo austriaco. Tale sollecitudine fu dettata dalla necessità di legittimare le pretese di Carlo sui regni siciliani nei confronti dello Stato Pontificio. La Santa Sede, infatti, considerava il Regno di Sicilia citeriore feudo della Chiesa.

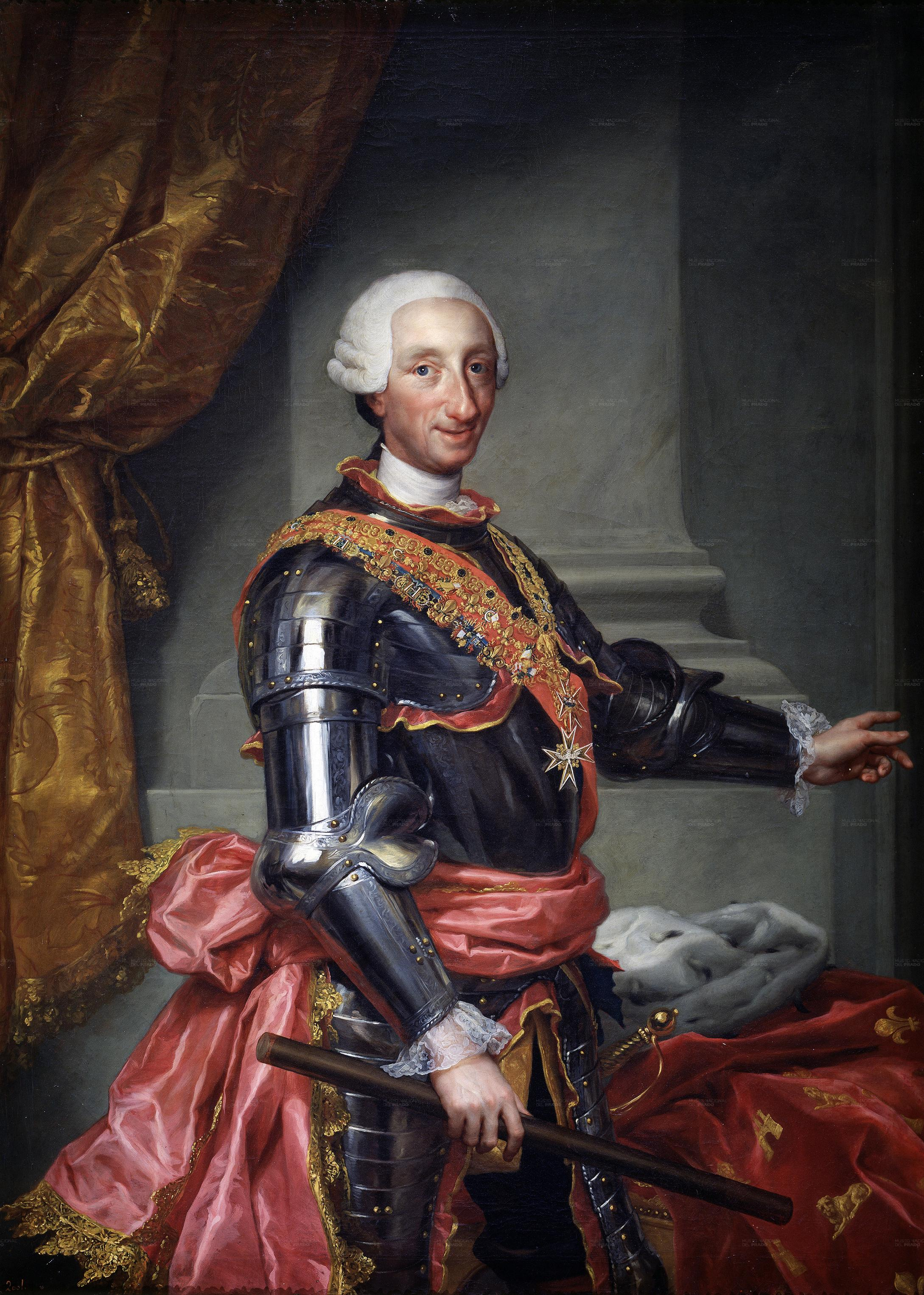
Carlo III.

Riguardo Napoli, benché le pretese del papato fossero attenuate dai dubbi avanzati dai giuristi del tempo, non si poteva, con assoluta certezza, escludere che la Chinea offerta tutti gli anni al Papa il giorno di SS. Pietro e Paolo costituisse un atto di vassallaggio. Riguardo alla Sicilia, invece, con i privilegi di autonomia dell’apostolica legazia risalenti ai sovrani normanni, l'isola non era un feudo soggetto a servitù: in sostanza il sovrano, agendo, per diritto ereditario, come rappresentante del Santo Padre, non era tenuto a sottoporsi all'investitura papale.
Carlo, per ovviare alle criticità generate dal preteso diritto della Chiesa sul Regno di Napoli, decise di affrettare i tempi dell'incoronazione e con un'abile mossa diplomatica, dettata dall'incertezza di trovarsi dalla parte della ragione, scelse la formula ambigua di Re delle Sicilie. Il 3 luglio 1735, l'Arcivescovo di Palermo, Matteo Basile, legittimando di fronte a Roma il nuovo sovrano, lo investì della corona di Sicilia.

#### Da Palermo a Napoli
La scelta di Palermo quale sede per l'incoronazione portò a credere che Carlo volesse fissare la propria dimora nella capitale siciliana, anziché a Napoli. Tali ipotesi, però, tramontò presto: trascorsa una settimana dall'incoronazione, Carlo partì per il continente, fissando la propria capitale nella città partenopea e lasciando a Palermo un Viceré, il capo dell'esercito José Carrillo de Albornoz duca di Montemar (che nel 1737 lasciò l'incarico al principe Bartolomeo Corsini), mentre presidente del regno divenne il marchese Pedro de Castro y Figueroa.
La partenza di Carlo da Palermo fu vissuta come un affronto, in specie dalla nobiltà isolana, e generò un clima di profonda delusione, nel quale si rafforzò l'antico dualismo tra Napoli e Palermo che, negli anni seguenti, avrebbe avuto risvolti drammatici.

#### Le riforme

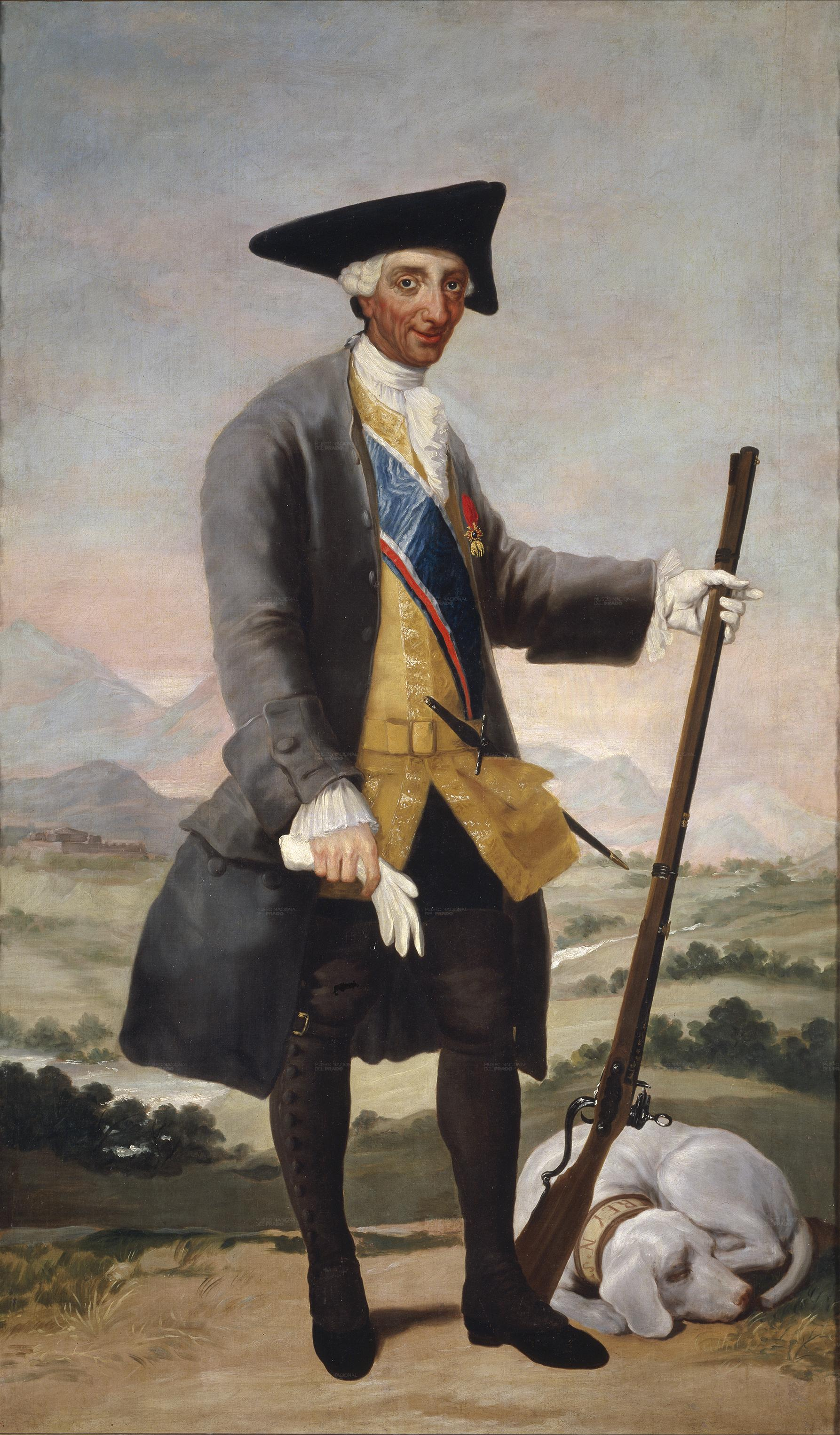
Carlo III in abiti da cacciatore in un dipinto di Francisco Goya.

Una volta salito al trono, al re fu subito evidente che la nuova monarchia non avrebbe potuto fare pieno affidamento sull'apparato politico ed amministrativo ricevuto in eredità dai sovrani precedenti. Infatti, molti dei poteri che normalmente costituivano attributi specifici della sovranità risultavano, invece, appannaggio dei baroni, del clero, delle comunità territoriali o degli stessi organi amministrativi e giudiziari. Inoltre, questi ultimi, seppure formalmente dipendenti dal Re, venivano ad essere, nella sostanza, portatori degli interessi di ceti e gruppi particolari. Per rifondare tale apparato politico-amministrativo, era necessario, dunque, che la corona si riappropriasse di quei poteri che, nel corso dei secoli, aveva perduto e che erano divenuti, per consuetudine, privilegio di forze ad essa esterne.
Cosciente di ciò, nel 1738, quando ormai i suoi diritti su entrambi i regni siciliani erano stati legittimati anche dal trattato di Vienna e dall'investitura papale, Carlo III diede avvio ad un piano di riforme, ufficialmente tendente al buon governo e al miglioramento del Regio erario, ma che aveva anche l'obiettivo di restituire al sovrano attribuzioni e funzioni perdute, sottraendole al baronaggio, nell'ottica di una vera e propria strategia volta a rafforzare il potere regio. Il piano riformistico, la cui direzione politica fu affidata a José Joaquín Guzmán de Montealegre, si fondava su uno studio sull'amministrazione della giustizia realizzato ad un gruppo di giuristi e di alti funzionari.
Le proposte in esso contenute contemplavano interventi tendenti a limitare sia il potere ecclesiastico, sia il potere baronale, riducendo il numero di chierici e religiosi, proibendo alla Chiesa l'acquisto di nuovi beni immobili (al fine di ridurre la consistenza del patrimonio ecclesiastico), sottraendo ai baroni giurisdizione e competenze non acquisite per legge. Allo stesso tempo, tale studio suggeriva interventi volti a favorire l'attività commerciale concedendo diversi vantaggi ai commercianti, l'attuazione di misure di austerità volte a moderare il lusso e provvedimenti in materia di fiscalità tendenti ad una più equa ripartizione del peso fiscale tra i sudditi.
Il piano di riforme non riguardò solo il regno isolano, ma anche quello continentale. Gli interventi per la sua attuazione, però, seguirono uno sviluppo separato, articolato e differenziato nei tempi. Da un lato, quindi, alcune riforme furono attuate in entrambi gli stati, ma con tempi diversi, dall'altro lato, altre riforme videro la loro attuazione esclusivamente nell'uno o nell'altro regno. Tale strategia aveva sia il fine di rispondere alle peculiari esigenze amministrative dei due territori, sia lo scopo di evitare che si verificassero, allo stesso tempo e in entrambi gli stati, opposizioni da parte dei ceti elitari che potessero bloccare il piano riformistico.

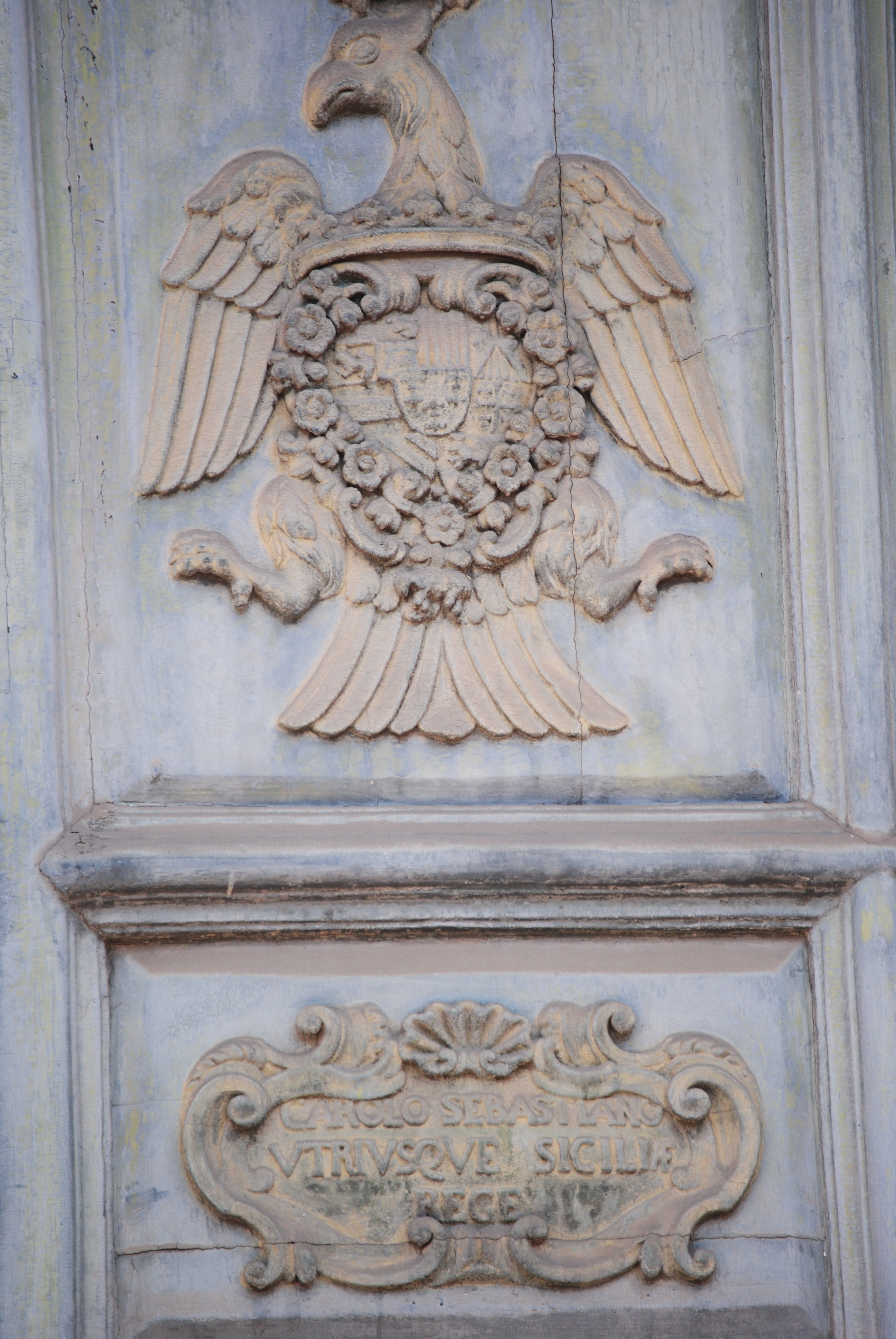
Scudo di Carlo III per il Regno di Sicilia su una formella del portone del Duomo di Catania (1736).

In Sicilia, la volontà del sovrano di perseguire l'obiettivo delle riforme acquisendo un certo consenso trovò nella scelta del principe Bartolomeo Corsini come viceré dell'isola un punto di forza. La politica di Corsini, infatti, non fu orientata in senso assolutista, ma ebbe un'impronta di tipo "costituzionale", cosa assai insolita per quel tempo. Questo atteggiamento lo rese ben visto negli ambienti politici della capitale siciliana e gli permise di fungere da mediatore tra le direttive governative e le obiezioni della classe dirigente isolana.
Nonostante ciò, il ceto nobiliare e l'ambiente ecclesiastico opposero una strenua resistenza al riformismo di Carlo di Borbone. In particolare, quando il sovrano prospettò di avvalersi della collaborazione di personale ebraico con l'intento di sviluppare le attività commerciali e finanziarie dei suoi regni, il clero, facendo perno su pregiudizio e credenze popolari, infuocò un generale malcontento che costrinse il governo a rinunciare a quel progetto.
L'aristocrazia, invece, insorse contro il re, quando questi decise di istituire la figura del Supremo Magistrato del Commercio sia a Napoli, sia a Palermo. Questo tipo di riforma avrebbe leso enormemente gli interessi dei baroni, tanto che, in Sicilia, il Parlamento, espressione diretta del potere baronale, pur di annullarne gli effetti, giunse ad offrire alla corona un donativo di duecentomila scudi affinché si riducessero le competenze del Tribunale del Commercio. Resistenze simili si registrarono anche a Napoli. Comuni propositi univano le magistrature e gli ambienti nobiliari di entrambi i regni: l'ostinata lotta politica di questi "gruppi d'interesse" costrinse il piano riformistico di Montallegre ad una prima pesante battuta d'arresto.

#### La questione di Sortino

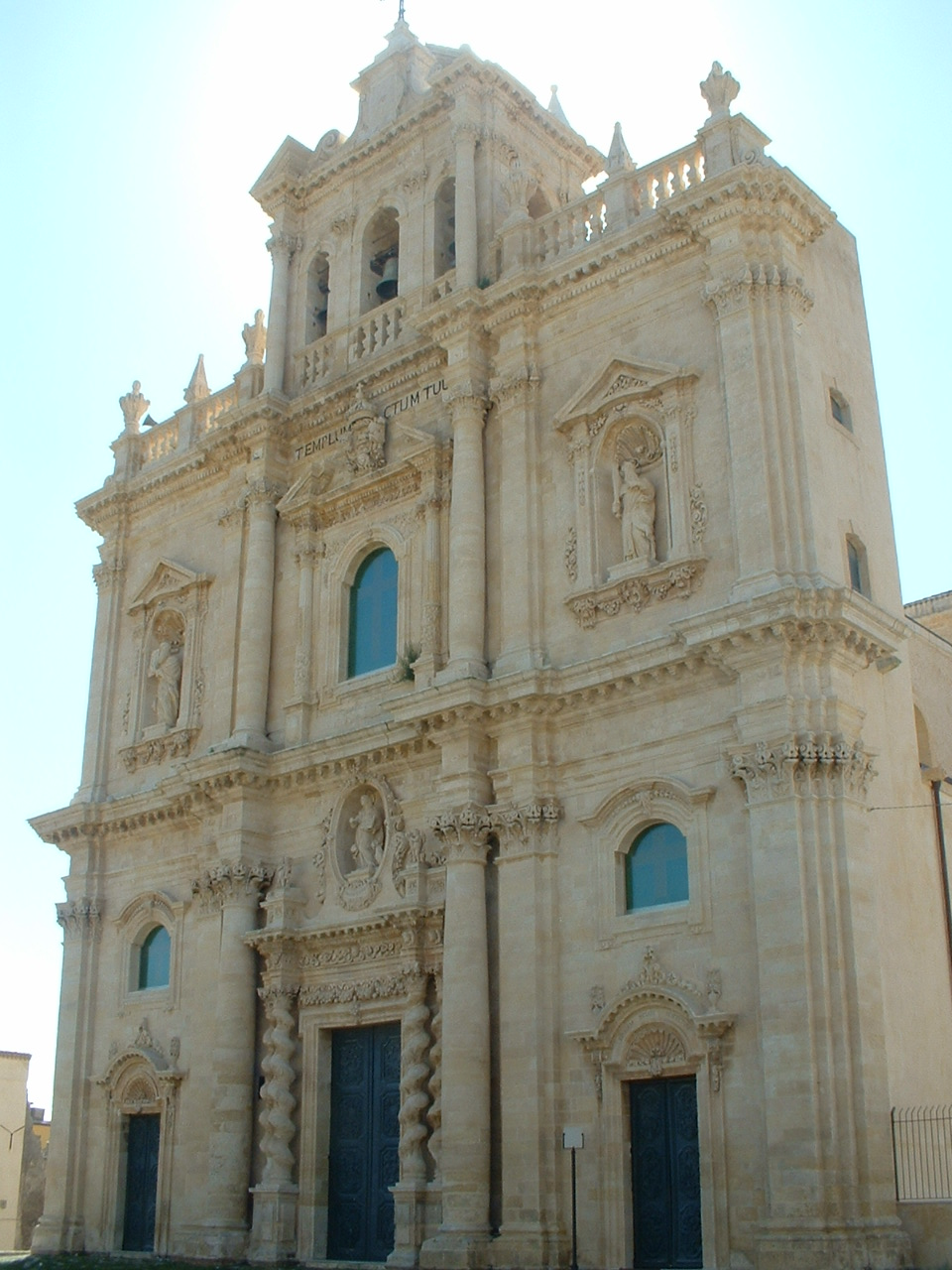
Sortino. Chiesa di San Giovanni apostolo ed evangelista.

Il contrasto tra baronaggio e corona apparve evidente quando, nel 1740, il comune di Sortino chiese, dietro pagamento di un congruo riscatto, di poter essere liberato dalla giurisdizione baronale e passare direttamente alla giurisdizione regia. L'iniziativa, sebbene circoscritta ad un singolo comune, costituiva un pericoloso precedente in grado di minare il potere baronale in Sicilia: i baroni sapevano che se si fosse acconsentito a tale richiesta, molti altri comuni feudali dell'isola avrebbero seguito l'esempio di Sortino ed essi avrebbero perduto buona parte del loro effettivo potere. L'Università di Sortino avanzava la sua richiesta con evidente consenso e manifesto appoggio del governo, infatti, il suo passaggio sotto il dominio regio avrebbe portato al fisco un'entrata straordinaria annua di mille onze.
La difesa delle ragioni della nobiltà venne affidata al maggior avvocato del tempo, il palermitano Carlo Di Napoli. Questi impostò la sua azione attribuendo alla causa un carattere prevalentemente politico. In questo modo le sue argomentazioni, da un lato, divennero oggetto privilegiato di dibattito della giurisprudenza siciliana e, dall'altro, furono assunte a punto di riferimento dall'aristocrazia isolana. Le tesi del Di Napoli vertevano sull'assunto in base al quale, in Sicilia, esistevano di diritti feudali, la cui genesi e natura, al pari dei diritti della corona, erano originari e fondamentali: in sostanza si affermava che tanto la monarchia, quanto il feudo, essendo nati entrambi con la conquista normanna, avrebbero avuto pari dignità e che la momentanea riduzione al fisco regio di un bene feudale non ne avrebbe mutata la natura, a differenza di quello demaniale che poteva trasformarsi in feudale. Questa visione della feudalità venne accolta dal Tribunale del Real Patrimonio, che, considerando infondate le aspirazioni dell'Università di Sortino di passare sotto il dominio regio, ne respinse la richiesta.

#### Il fallimento del piano riformistico

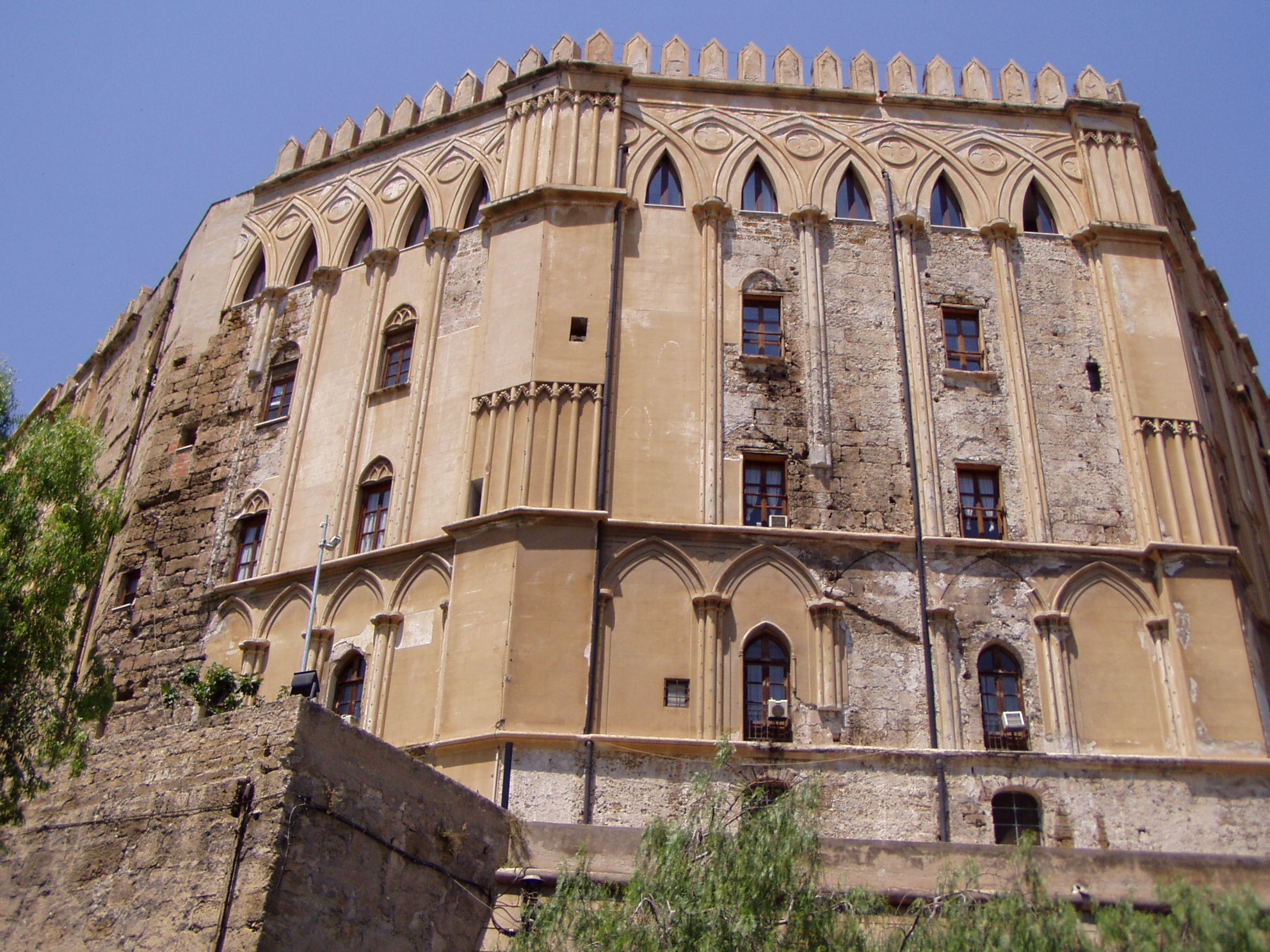
Palazzo reale di Palermo, parte normanna.

Il governo accusò il duro colpo, mentre i baroni approfittarono dell'inaspettata vittoria per sferrare un nuovo attacco al programma di riforme, concentrando le loro critiche sulla poco gradita figura del Supremo Magistrato al Commercio. La vicenda di Sortino si tradusse nel definitivo arresto del piano riformistico di Montallegre, prima in Sicilia e poi sul continente. Montallegre lasciò la guida del governo per rientrare a Madrid, mentre la politica di Carlo III mutò drasticamente. Il sovrano, infatti, si vide costretto ad accantonare le spinte innovatrici che avevano innestato il processo riformistico, cercando sempre di più l'accordo coi baroni.
Favorita anche dall'atteggiamento assunto dai viceré che subentrarono Corsini, la giurisdizione baronale divenne, così, incontrastabile. Il viceré Eustachio di Laviefuille, in carica dal 1747, non assunse mai posizioni avverse a quelle dei baroni; la politica del viceré Fogliani, in carica dal 1755, fu ispirata, invece, dalla massima del conte di Olivares, ministro di Filippo IV di Spagna, secondo la quale: Coi baroni, in Sicilia, si è tutto, senza i baroni si è niente.
Carlo, che, inizialmente, aveva voluto attuare una politica ispirata al rinnovamento e alla limitazione del potere baronale, concluse il suo regno guidando governi basati, paradossalmente, su una filosofia politica del tutto opposta.

### Il regno di Ferdinando III

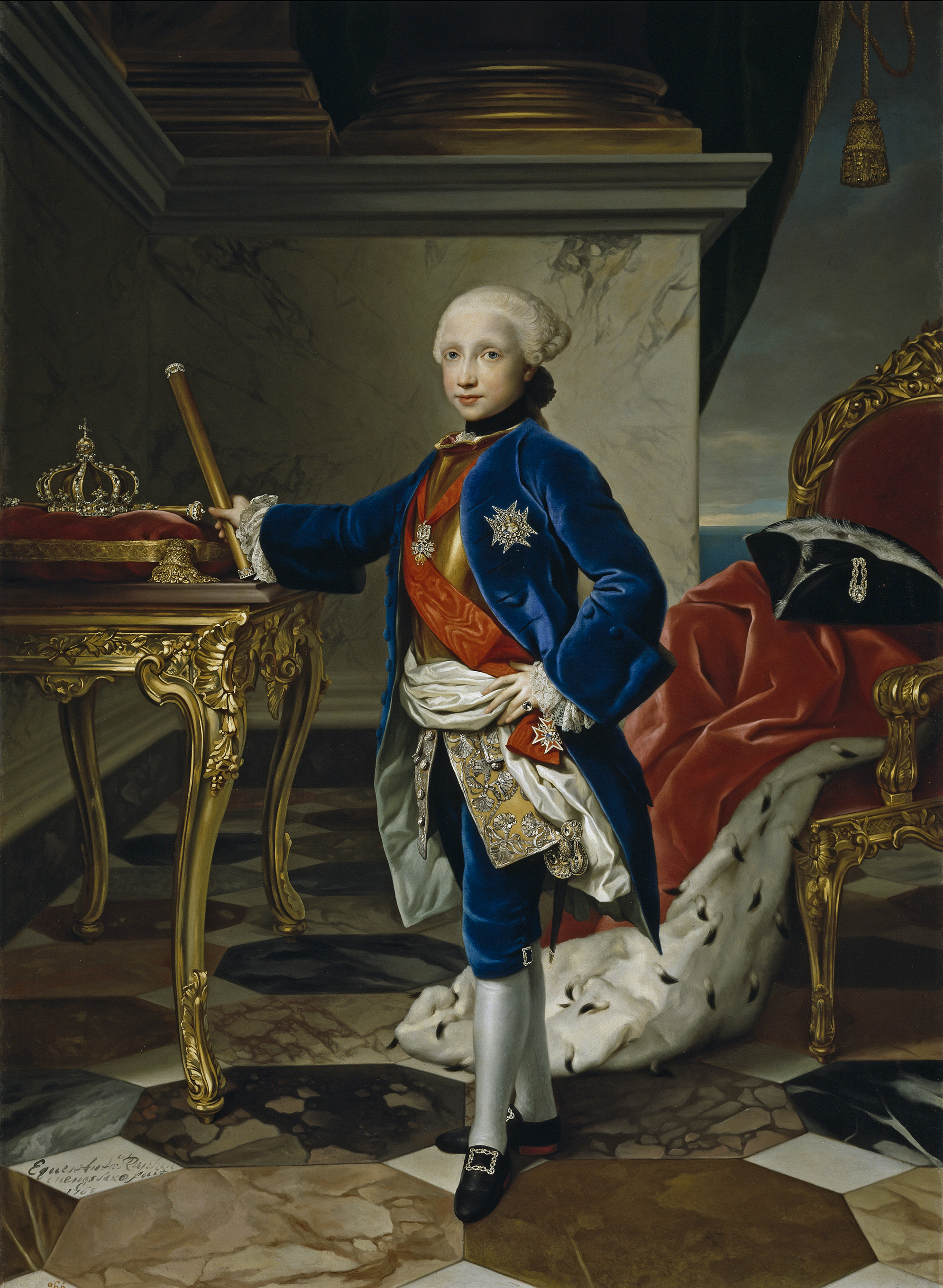
Ferdinando III a nove anni.

Nel 1759, alla morte di suo fratello Ferdinando, Carlo fu richiamato in Spagna. Il trono iberico era rimasto vacante poiché il defunto sovrano non aveva lasciato eredi. È ipotizzabile che, in altri tempi, il sovrano venutosi a trovare in tale favorevole circostanza avrebbe unito le Due Sicilie alla corona di Spagna, divenendo capo di un'unica monarchia. Carlo, rispettando i trattati internazionali che vietavano espressamente tale unione, optò per il regno spagnolo e divise i suoi domini nell'ambito della famiglia. I titoli di Re di Sicilia e Re di Napoli furono assegnati al figlio terzogenito Ferdinando, un bambino di otto anni, mentre fu riconosciuto al secondogenito Carlo Antonio il titolo di principe ereditario di Spagna.

#### Il Consiglio di reggenza
Il nuovo re, Ferdinando III di Sicilia e IV di Napoli, che conservò anche il titolo di infante di Spagna, fu affidato alla tutela di un consiglio di reggenza, che aveva sia il compito di amministrare la cosa pubblica fino alla maggiore età del giovane sovrano, sia di provvedere alla sua educazione, ma le direttive continuò a inviarle Carlo dalla Spagna.
Nel rispetto di precisi equilibri, il consiglio era composto da tre nobili napoletani e da due nobili siciliani; la presidenza era affidata a Domenico Cattaneo, Principe di San Nicandro, che, assieme al Marchese Bernardo Tanucci, si occupò della formazione ed istruzione del monarca.

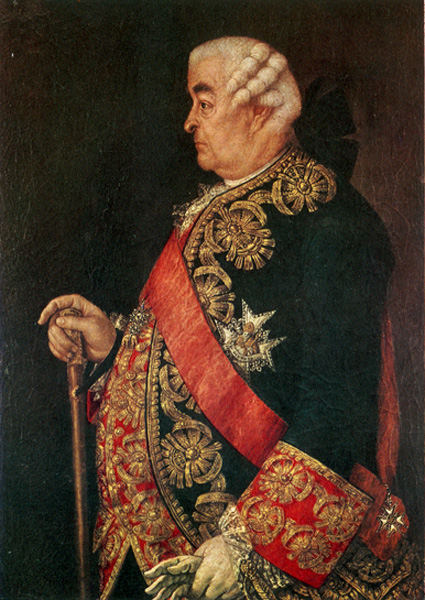
Domenico Cattaneo principe di San Nicandro.

Tanucci, oltre a svolgere funzioni pedagogiche, fu il fauore della politica riformatrice di Ferdinando III. Il primo ministro, infatti, approfittò dell'interregno per tentare di portare a termine le riforme che Carlo aveva iniziato, ma che non era riuscito a portare a buon fine. Tanucci, inoltre, aveva il non semplice compito di tenere i rapporti con Madrid, fungendo, quindi, da tramite ed interprete della volontà del sovrano spagnolo. Carlo III, infatti, manteneva la podestà sui due regni e ne dettava anche la politica: se le direttive provenivano dalla Spagna, le scelte circa la loro messa in opera, però, erano affifdate al reggente Tanucci. Infine, poca voce in capitolo avevano gli altri componenti del consiglio di reggenza.
Il giovane Ferdinando si mostrò subito poco incline allo studio e, in generale, a farsi carico di qualsiasi serio impegno.

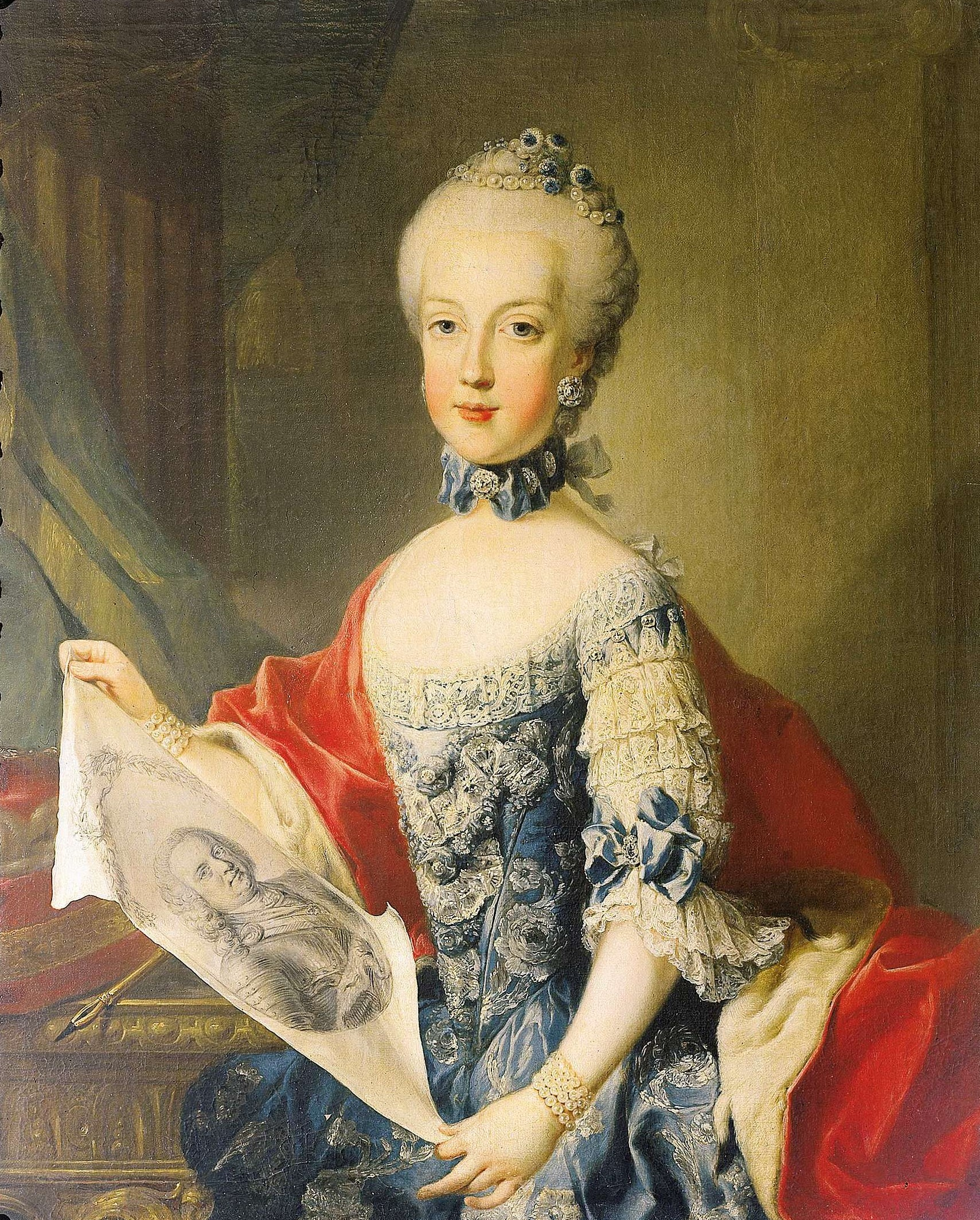
La giovane Maria Carolina, dipinto di Martin van Meytens.

Nel 1767, a sedici anni, raggiunta la maggiore età, Ferdinando, non conosceva ancora i suoi due regni ed in particolare le differenze che li caratterizzavano. Spesso accettava le decisioni del Tanucci senza neanche discuterne e lo stesso primo ministro ebbe a scrivere di lui: 
(Bernardo Tanucci)

Nel 1768, prese in sposa Maria Carolina d'Austria, ma le dissomiglianze tra i due erano evidenti: lui, rozzo e incolto, lei, elegante, ben educata e scaltra al punto che avrebbe avuto sul marito il sopravvento, finanche politico. Maria Carolina constatava che il giovane consorte era totalmente disinformato, al punto che: 
(Maria Carolina d'Austria)

#### Ferdinando e la nobiltà siciliana
Una delicata questione di ordine costituzionale riguardava il giuramento di fedeltà al nuovo Re da parte del Parlamento siciliano e il correlativo giuramento di rispetto delle costituzioni e dei privilegi del Regno da parte del sovrano. Così come avvenuto per Carlo III, anche Ferdinando avrebbe dovuto adempiere a tale rito, ma, all'atto della successione, ciò non avvenne, poiché il sovrano non aveva raggiunto ancora la maggiore età. A prestare giuramento fu, su procura, il viceré Fogliani: in questo modo, Tanucci riuscì a rimandare la cerimonia postdatandola al compimento del sedicesimo anno di età del Re. Divenuto questi maggiorenne, la nobiltà siciliana, non dimentica dell'impegno preso dalla corona, d'iniziativa invitò Ferdinando recarsi a Palermo. Tanucci, contrario a tale atto, che, di fatto, legittimava il potere baronale, decise che il re non avrebbe prestato alcun giuramento, adducendo, quale motivazione, che la cerimonia dell'incoronazione avrebbe avuto incidenza nei rapporti con la Chiesa, a causa del presunto legame feudale del Regno con la Santa Sede.

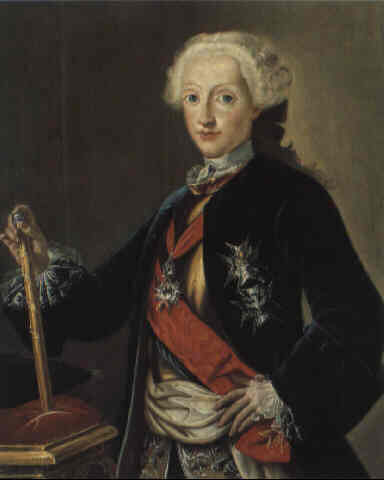
Ferdinando III di Sicilia.

Questa decisione generò un primo motivo di attrito tra la casa regnante e la nobiltà isolana, che si riteneva enormemente delusa ed offesa. Fu così che, intorno al 1770, i baroni siciliani sferrarono un duro colpo contro il potere regio. Appigliandosi ad una legge del 1738, che riservava ai prelati siciliani la direzione delle chiese di regio patronato, essi attuarono la rifeudalizzazione delle cariche ecclesiastiche, occupando tutti i principali posti di comando delle organizzazioni religiose dell'isola. In questo modo, la nobiltà si assicurò, oltre che il controllo sulle nomine dei vescovi, così che assumessero l'incarico vescovile elementi del clero imparentati con il ceto baronale, anche il controllo delle abbazie, i cui rappresentanti avevano diritto di sedere in Parlamento quali rappresentanti del braccio ecclesiastico. Si generò, quindi, uno stretto legame fra nobiltà e chiesa siciliana con quest'ultima che finì per rispecchiare gli interessi della prima.
Tanucci, dal canto suo, tentò, in diversi modi, di rispondere all'offensiva baronale. In primis, si adoperò per allentare i legami fra Chiesa e baronaggio, stabilendo che i vescovi siciliani fossero scelti direttamente fra i parroci, anziché fra i regolari, gli abati e i canonici. Ancora, approfittando dello sgomento suscitato dal saccheggio di Ustica, da parte di pirati saraceni, che uccisero o rapirono (riducendo in schiavitù) il grosso della popolazione locale, Tanucci, alla morte dell'abate titolare della Chiesa di Santa Maria dell'Altofonte, richiese al Pontefice la possibilità di conferire al fisco le consistenti rendite ecclesiastiche isolane. Il suo proposito era quello di realizzare quattro navi da guerra da adoperare nella sorveglianza delle coste: questa iniziativa non va solo inquadrata nell'ambito della lotta al baronaggio, ma segna l'inizio della creazione di una Marina borbonica fino a quel momento molto poco sviluppata. Il Papa, che come contropartita avrebbe ottenuto la sorveglianza delle acque territoriali pontificie, non si oppose. Il consenso del pontefice ed il favore della popolazione verso tale iniziativa, che consentiva di avere una maggiore sicurezza dei mari senza aggravi fiscali, impedì ai baroni qualsiasi opposizione.

#### L'espulsione dei gesuiti

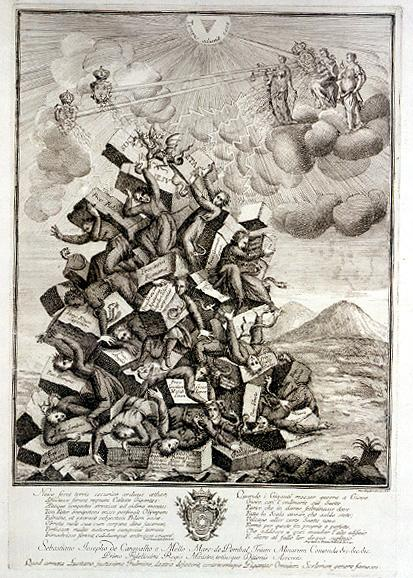
La soppressione della Compagnia di Gesù in un'incisione satirica del 1773

Nel 1767, in seguito ad una bolla di Clemente XIV, con la quale veniva soppresso l'ordine della Compagnia di Gesù, il reggente Tanucci emise un bando di espulsione, con il quale i gesuiti venivano allontanati dai dominii di Ferdinando III.
La forte presenza gesuitica negli affari ecclesiastici, aveva portato allo scontro tra l'Ordine ed il Pontefice, che, per ristabilire l'autorità del papato, adottò il severo provvedimento. Con l'espulsione dei gesuiti, invece, Tanucci mirava all'acquisizione dei beni ecclesiastici da parte dello Stato e l'impiego degli stessi per provvedere ai bisogni della società. Se da un lato, però, l'allontanamento di questi religiosi offriva possibilità notevoli per sperimentare programmi di riforma, soprattutto connessi all'utilizzo delle proprietà immobiliare dell'Ordine; dall'altro apriva anche una serie di nuovi problemi, riguardanti in particolar modo il sistema scolastico: bisognava, infatti, sostituire le scuole tenute dai gesuiti ed organizzare un nuovo corpo docenti.
In Sicilia, dove il patrimonio terriero dei gesuiti era molto più esteso che nel continente e comprendeva le terre più coltivate e più redditizie di tutta l'isola, il Tanucci attuò una politica sociale tesa alla redistribuzione delle terre ai contadini. Le proprietà gesuitiche, circa 34.000 ettari, a corpo o ripartite in quote, furono messe all'asta, e una parte di esse fu riservata ai piccoli agricoltori: oltre tremila contadini poveri ebbero assegnate porzioni di terra. I risultati di questa operazione, però, non furono all'altezza delle aspettative. Da un lato l'amministrazione dell'isola osteggiò il processo di riforma, dall'altro lo Stato non fornì a molti contadini il necessario sostegno finanziario per condurre la lavorazione dei campi.
Inizialmente, infatti, furono riservati ai piccoli contadini solo i terreni incolti, privi di alberi, di case e di altre migliorie fondiarie. In questo modo, però, veniva avvantaggiato il baronaggio che poteva così acquisire i fondi più "ricchi". Nel 1773, sei anni dopo l'espulsione dei gesuiti, il governo provvide ad apportare delle modifiche alle disposizioni normative che regolavano l'alienazione del patrimonio che una volta era stato gesuitico, assegnando ai contadini anche i terreni "migliorati". Questa nuova legislazione rappresentò il primo serio tentativo di riforma e di colonizzazione del latifondo meridionale, costituendo la più consistente operazione di riforma agraria attuata in Italia nel corso del XVIII secolo.

#### La rivolta del 1773

Scudo di Ferdinando per il Regno di Sicilia.

La reazione al processo riformatore attuato dal governo non tardò a venire.
Il 19 e 20 settembre 1773 vi fu un'insurrezione popolare a Palermo dove era in corso da mesi una grave carestia. La scintilla fu la morte del presidente del Senato cittadino, Cesare Caetani, principe del Cassaro, deceduto, secondo il popolo deliberatamente sotto i ferri del chirurgo del viceré. I rivoltosi assaltarono così il Palazzo della Vicaria e il Palazzo Reale.
Tra il settembre e l'ottobre la rivolta, capeggiata dalle corporazioni artigiane, infiammò la città e le vicine Monreale, Piana dei greci e Bisasquino.
L'apparato statale e amministrativo subì un duro colpo: l'esercito, trovatosi nell'impossibilità di agire, non poté proteggere il viceré Giovanni Fogliani, che si fu costretto alla fuga e a rifugiarsi nella cittadella di Messina. Il vuoto di potere, così, fu colmato dall'insediamento di un governo provvisorio, sottoposto alla guida dell'arcivescovo di Palermo Serafino Filangieri, che, però, ebbe breve durata. 
Nella corte napoletana cominciò a radicarsi la convinzione che il baronaggio siciliano minasse la stabilità degli stati "meridionali". L'infedeltà dei baroni fu contrastata, estromettendo la nobiltà siciliana dal ruolo primario di governo del paese, relegandola in una posizione di secondo piano. Si affermò un orientamento antibaronale, che divenne, poi, antisiciliano, che portò a sostenere una politica nella quale Napoli ebbe piena supremazia su Palermo. Tutto ciò influirà, in seguito, sul ruolo del "partito siciliano" nell'ambito delle sorti del futuro Regno delle Due Sicilie.

#### La politica antibaronale

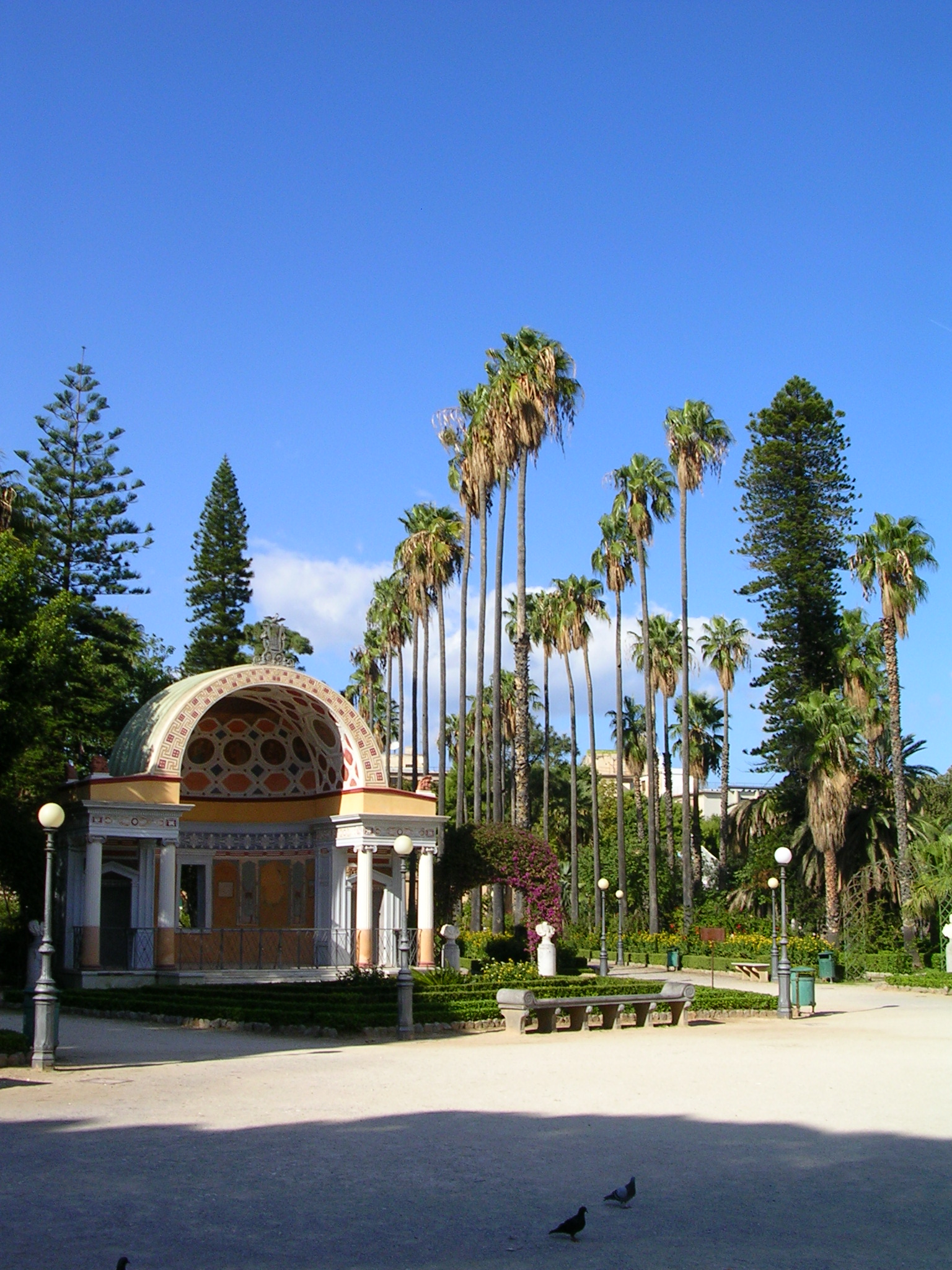
La pubblica Villa Giulia (Palermo) voluta nel 1777 da Marcantonio Colonna sotto Ferdinando III di Sicilia.

Il nuovo viceré, il principe di Stigliano Marcantonio Colonna era spagnolo di nascita, ma napoletano d'adozione, e rappresentò uno strappo con la tradizione, secondo la quale il viceré di Sicilia doveva essere scelto in ambienti non napoletani. La risposta dei baroni non tardò ad arrivare. Questi si adoperarono affinché il siciliano Giuseppe Beccadelli, Marchese della Sambuca ed ambasciatore di Ferdinando III a Vienna, mettesse in atto un'operazione volta a screditare il Tanucci in campo internazionale. Nonostante questo però per il suo buon operato nel 1778 il Parlamento siciliano chiese la conferma del Colonna quando questi tornò a Napoli, lasciando in sua vece Antonio de Cortada col titolo di presidente del Regno.

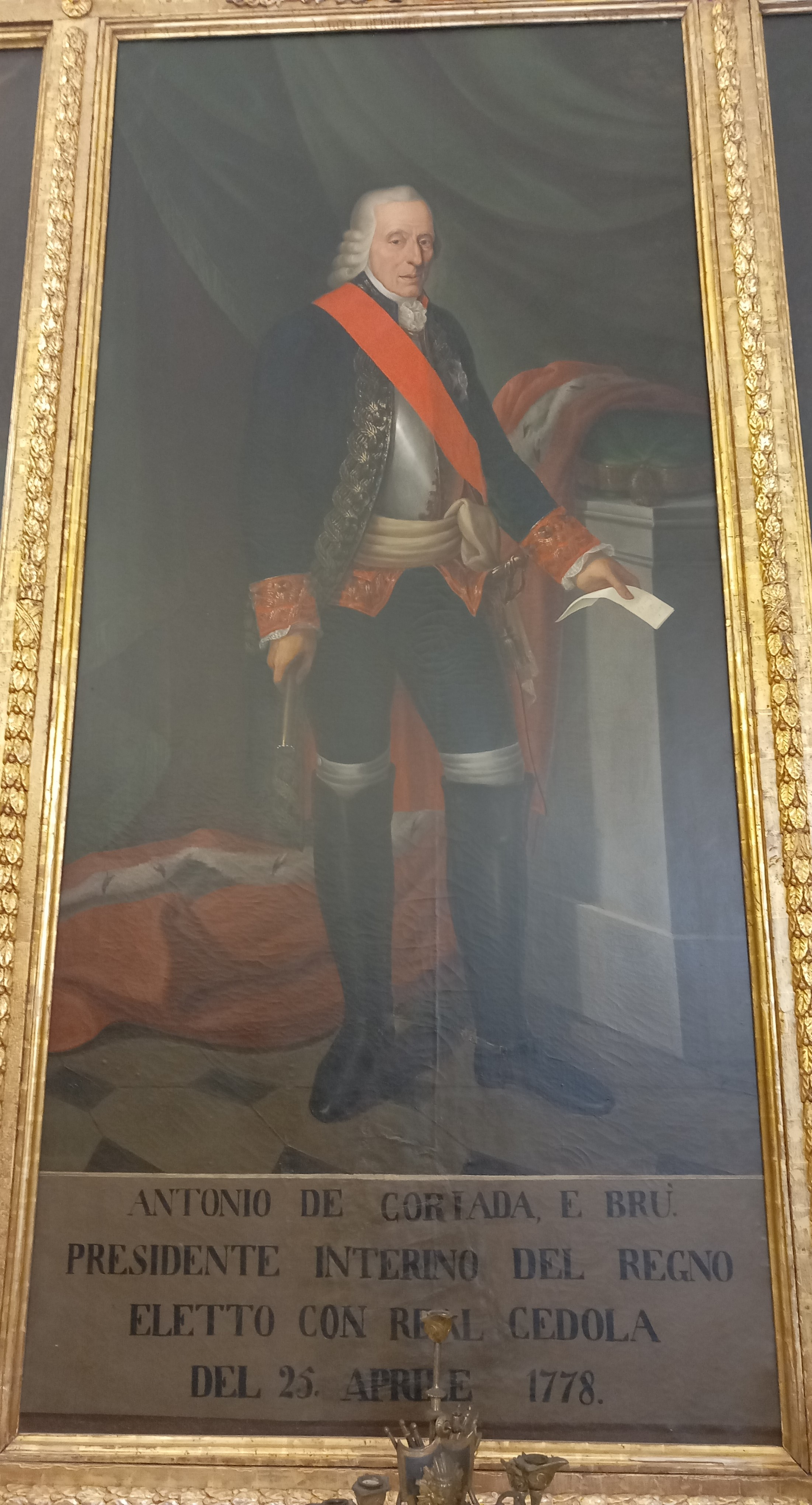
Antonio de Cortada in un dipinto conservato a Palazzo dei Normanni

A remare contro il primo ministro, però, non vi erano solo i baroni. La regina Maria Carolina, grazie ad una clausola inserita nel contratto di nozze, che le consentiva la partecipazione, con voce deliberativa, al governo, dal momento in cui avesse partorito il primo erede maschio, si schierò contro il marchese Tanucci. L'avversione della regina per il primo ministro comportò l'allontanamento di costui con l'accusa di aver assunto posizioni troppo vicine alla Spagna. Con enorme soddisfazione dei baroni siciliani, il Tanucci lasciò il suo incarico, morendo, poco dopo. Benito Li Vigni sottolinea come, dall'irrisorio patrimonio lasciato agli eredi, sia possibile dedurre l'onestà dell'ex primo ministro.
A rimpiazzare il Tanucci fu chiamato, anche per volere di Maria Carolina, proprio il marchese Beccadelli. La politica dell'ex ambasciatore fu orientata a mantenere gli stati siciliani in un perfetto equilibrio tra gli interessi spagnoli e quelli asburgici. Così facendo, però, egli finì per contrariare sia Carlo III, sia Maria Carolina. Allo stesso tempo, facendosi portatore delle istanze austriache, marcatamente volte ad affermare un potere centralizzato e, quindi, antiautonomista, egli finì anche con il danneggiare il baronaggio siciliano, del quale era stato espressione.
Fu scelto dalla regina anche il ministro della marina. Si trattava dell'ammiraglio anglosassone Giovanni Acton, che aveva già servito nella marina francese e nella marina del Granducato di Toscana. L'obiettivo di Maria Carolina
era trasformare i dominii di Ferdinando nel caposaldo marinaro dell'impero austriaco al fine di contrastare la supremazia spagnola e francese nel Mediterraneo. Il nuovo primo ministro ebbe, però, il merito di intuire le intenzioni della regina e di Acton e informò il sovrano affinché prendesse provvedimenti per scongiurare il pericolo di un complotto. Ciò si dimostrò inutile e la regina tentò di far incriminare il Beccadelli per alto tradimento, non riuscendovi ne chiese, ottenendole, le dimissioni.
Nel frattempo, la politica portata avanti in Sicilia dal viceré Colonna, anche in virtù delle nuove concezioni illuministiche dello Stato, si dimostrò inefficace per fronteggiare il problema del baronaggio e le diffuse tensioni sociali. A rimpiazzare costui fu chiamato il marchese Domenico Caracciolo, ambasciatore napoletano a Parigi, del quale ben note erano le doti di diplomatico, ma erano essenzialmente sconosciute quelle di amministratore, governante e politico.

#### Il re a Palermo e la Costituzione

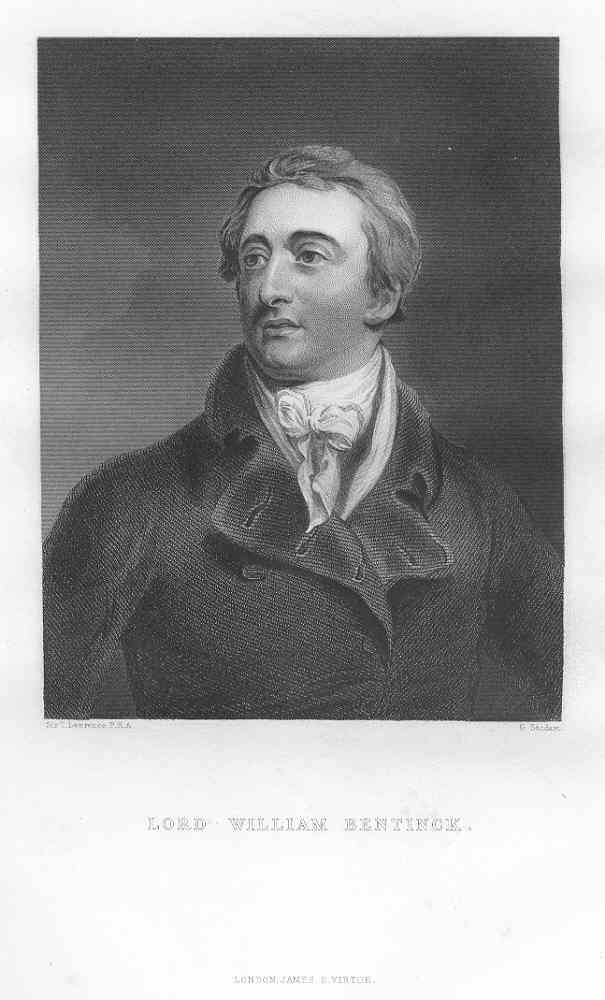
William Bentinck

Il 21 dicembre 1798, dopo la sconfitta a opera dei francesi, re Ferdinando si imbarcò di nascosto a Napoli sul Vanguard dell'ammiraglio Horatio Nelson con tutta la famiglia e fuggì verso Palermo, lasciando il potere nelle mani della Repubblica Napoletana (1799). La famiglia reale tornò a Napoli solo nel gennaio 1801.
Con l'invasione e la conquista del Regno di Napoli (1806-1815) da parte delle truppe napoleoniche, Ferdinando III fu costretto, il 23 gennaio 1806, alla fuga, abbandonando la capitale continentale e rifugiandosi per la seconda volta a Palermo. Alla guida dell'ex regno borbonico continentale, Napoleone collocò il fratello Giuseppe, mentre Ferdinando mantenne il controllo del regno di Sicilia, anche grazie all'appoggio dell'Inghilterra che, in tale vicenda, si relazionò con il governo borbonico attraverso i suoi rappresentanti sull'isola.
In particolare, un ruolo di primo piano fu svolto da lord William Bentinck, l'ambasciatore inviato in Sicilia nel luglio 1811, con la qualifica di Comandante in capo delle forze britanniche, ministro plenipotenziario ed inviato straordinario. Il 16 gennaio 1812, attraverso lord Bentinck, Ferdinando III, con il pretesto di una finta ed improvvisa malattia, fu obbligato a rinunciare ai suoi poteri, nominando reggente il figlio Francesco e a trasferirsi in campagna, a Ficuzza. Sempre Bentinck si adoperò strenuamente perché fosse concessa una nuova Costituzione Siciliana, ispirata al modello inglese. A Palermo, il 19 luglio 1812, il Parlamento siciliano, riunito in seduta straordinaria, promulgò la nuova costituzione sul modello inglese, decretò l'abolizione della feudalità in Sicilia ed approvò una radicale riforma degli apparati statali.
La nuova carta costituzionale, invisa da Ferdinando, che, però, non vi si poté opporre a causa delle pressioni britanniche, ma anche per via delle insistenze di suo figlio, il principe vicario, finì con il diventare un eccellente strumento di propaganda per i Borbone, mentre fu deplorata da molti dei nobili che l'avevano votata, quando s'accorsero che essa toglieva loro l'antico potere.
La Costituzione prevedeva un parlamento bicamerale formato da una Camera dei Comuni, composta da rappresentanti del popolo con carica elettiva, e una Camera dei Pari, costituita da ecclesiastici, militari ed aristocratici con carica vitalizia. Le due camere, convocate dal sovrano almeno una volta l'anno, detenevano il potere legislativo, ma il re deteneva potere di veto sulle leggi del parlamento. Il potere esecutivo era affidato al sovrano; mentre il potere giudiziario era detenuto da giudici formalmente indipendenti, ma, in realtà, sottoposti alle decisioni della corona.
Il 5 luglio 1814, Ferdinando III, dopo aver annunciato la fine della sua lunga degenza, riprese possesso delle sue funzioni, mantenendo in vigore, almeno formalmente, la costituzione e dichiarandosi intenzionato a restituire armonia nel regno siciliano. Dietro pressioni britanniche, Maria Carolina, accusata di complotto verso l'Inghilterra, era stata allontanata dalla Sicilia e costretta a ritirarsi a Vienna, dove morì, l'8 settembre 1814. Il 27 novembre 1814, ormai sessantatreenne, Ferdinando sposa, con matrimonio morganatico, la più giovane Lucia Migliaccio, vedova di Benedetto III Grifeo principe di Partanna e già madre di sette figli.

## La fine del regno

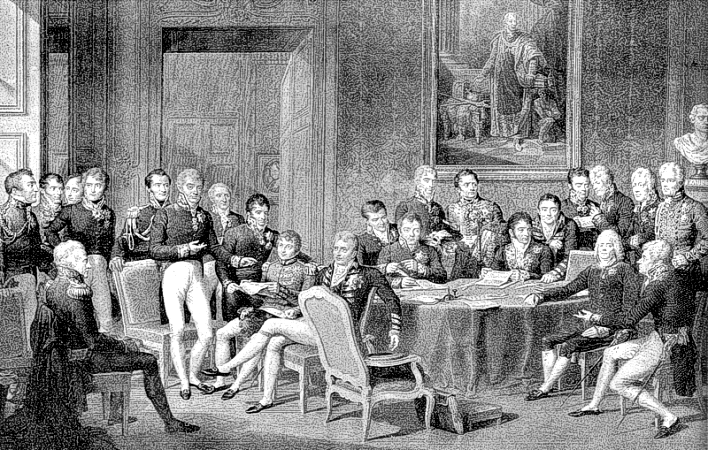
Il Congresso di Vienna in un dipinto di Jean-Baptiste Isabey.

In seguito alla sconfitta di Napoleone, con il Congresso di Vienna, le principali potenze europee ripristinarono l'Ancien régime, dopo gli sconvolgimenti apportati dalla Rivoluzione francese e dalle guerre napoleoniche.
Inizialmente il Congresso era intenzionato a riconoscere ai Borbone la sola Sicilia e a lasciare sul trono di Napoli Gioacchino Murat, che, nel frattempo, aveva siglato un accordo con gli austriaci, ma il suo sostegno a Napoleone durante i Cento giorni, consentì a Ferdinando di riprendere possesso, il 7 giugno 1815, del Regno di Napoli. Il regno di Sicilia, però, perse la sovranità su Malta, che divenne protettorato britannico, e ai Borbone non furono restituiti i Presidii, che furono assegnati al Granducato di Toscana. Il re, seguendo i dettami del congresso di Vienna, con il primo ministro Luigi de' Medici nominato nel giugno 1816, mise in atto l'annessione del regno di Sicilia.
Così l'8 dicembre 1816, Ferdinando III emanò la Legge fondamentale del Regno delle Due Sicilie, con la quale stabilì l'unificazione del Regno di Sicilia e del Regno di Napoli: la Sicilia ulteriore e la Sicilia citeriore furono riunite in un unico Stato, il regno delle Due Sicilie, ripristinando, grossomodo, i confini del 1282. Il sovrano giustificò tale decisione sostenendo che non avrebbe potuto essere sovrano costituzionale a Palermo e monarca assoluto a Napoli. Con la nascita della nuova entità statuale, il sovrano borbonico assunse il titolo di Re delle Due Sicilie, modificando, di conseguenza, il proprio ordinale e divenendo, quindi, Ferdinando I delle Due Sicilie.
L'abbandono dell'unione personale dei due regni e la fusione di essi in un'unica entità statuale, dove Napoli assumeva il ruolo di capitale, ebbe, però, come conseguenza la soppressione di fatto della Costituzione e del parlamento siciliano e la perdita, per Palermo, delle sedi centrali del governo, provocando malumori nell'opinione pubblica siciliana, che si concretizzarono pochi anni dopo nella rivolta indipendentista del 1820.

## Viceré, luogotenenti e presidenti del Regno

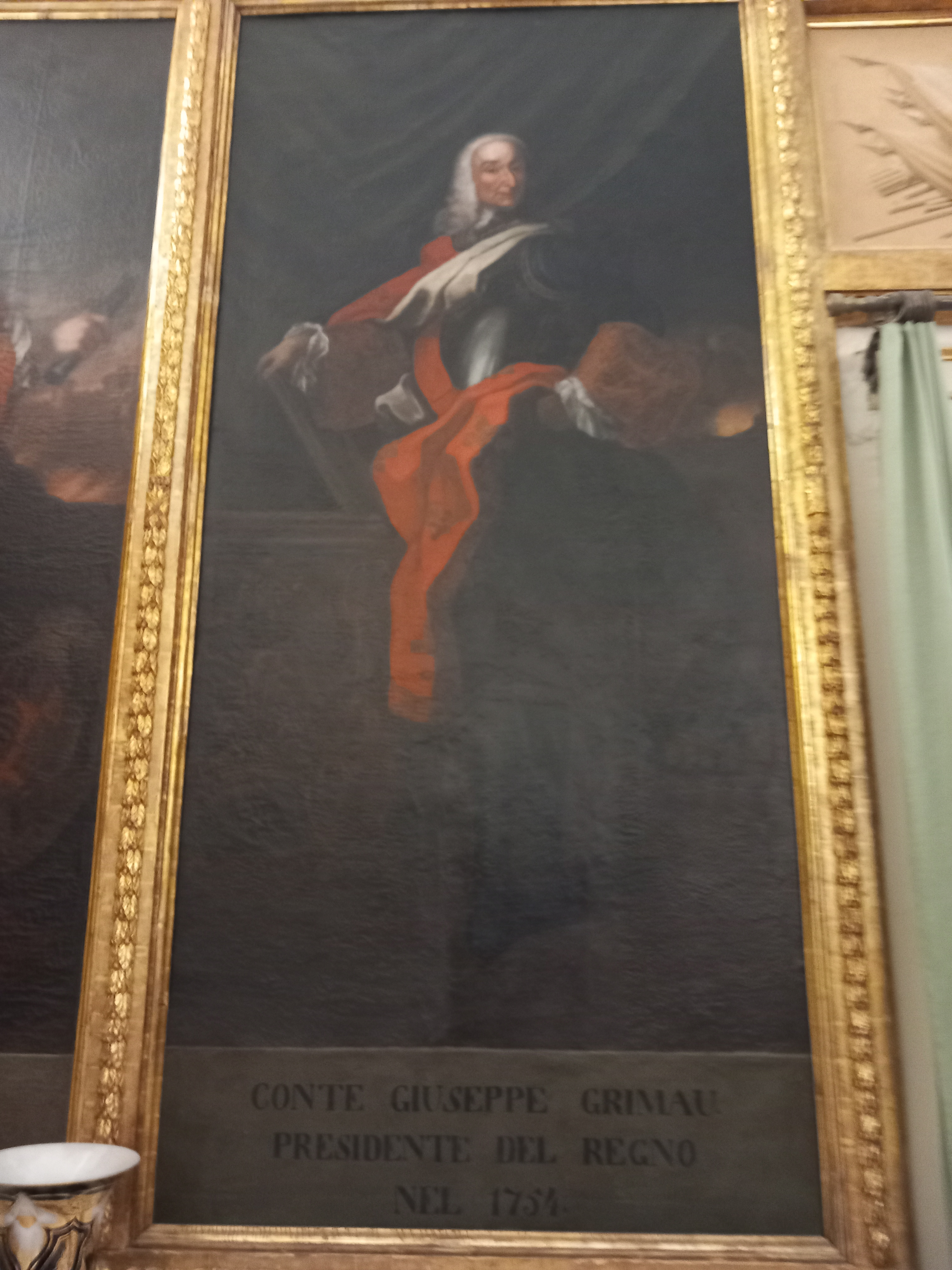
Dipinto di Giuseppe Grimau conservato a Palazzo dei Normanni

### Viceré di Carlo III di Borbone (1734-1759)
- 1734 - José Carrillo de Albornoz, conte di Montemar
- 1737 - Bartolomeo Corsini, principe di Sismano
- 1747 - Duca Eustachio di Viefeuille
- 1754 – Giuseppe Grimau
- 1755 - Giovanni Fogliani Aragona, marchese di Pellegrino

Presidenti del Regno:
- 1734 - Conte di Marsigliac
- 1735 - Pedro de Castro y Figueroa, marchese di grazia reale
- 1755 - Marcello Papiniano Cusano, arcivescovo di Palermo

### Viceré di Ferdinando III di Sicilia (1759-1816)
- 1773 - Serafino Filangieri, arcivescovo di Palermo
- 1774 - Marcantonio Colonna di Stigliano, III principe di Sonnino
- 1781 - Domenico Caracciolo, marchese di Villamaina
- 1786 - Viceré e capitan generale Francesco d'Aquino, principe di Caramanico
- 1794 - Viceré e capitan generale Francesco d'Aquino, principe di Caramanico
- 1795 – Filippo Lopez y Royo di Taurisano, arcivescovo di Palermo
- 1798 - Viceré e Capitan generale Tommaso Firrao, Principe di Luzzi
- 1802 – Domenico Pignatelli di Belmonte, arcivescovo di Palermo
- 1803 – Alessandro Filangieri, Principe di Cutò (fino al 1806)

Luogotenente generale
- 1812 - Vicario generale il principe ereditario Francesco di Borbone, duca di Calabria
- 1816 - Luogotenente Generale Niccolò Filangieri, Principe di Cutò (fino al 1817)

Presidenti del Regno:
- 1768 - Egidio Pietrasanta, principe di San Pietro; (in assenza del viceré Fogliani)
- 1774 - Presidente del regno Serafino Filangieri, arcivescovo di Palermo
- 1778 - Antonio de Cordada y Brù; (in assenza del viceré Colonna)
- 1784 - Francesco Ferdinando Sanseverino, arcivescovo di Palermo e di Monreale; (in assenza del Viceré Caracciolo)
- 1786 - Gioacchino Fons de Viela, Generale delle armi in Sicilia
- 1794/95 - Presidente del regno e capitan generale Filippo Lopez y Rojo, arcivescovo di Palermo e di Monreale
- 1802 - Presidente del regno e capitan generale cardinale Domenico Pignatelli, arcivescovo di Palermo e di Monreale
- 1803 - Giovan Battista Asmundo Paternò (fino al 1806)

## Suddivisione amministrativa

### I distretti del 1812
Con la Costituzione siciliana del 1812, il Parlamento abolì l'antica suddivisione amministrativa della Sicilia nei tre valli di Mazara, Noto e Valdemone con 44 comarche, disposta nel 1583, e stabilì l'istituzione di 23 distretti. Essi vennero delimitati dallo studioso ed astronomo Giuseppe Piazzi, che tenne conto delle caratteristiche naturali, economiche e demografiche delle varie zone dell'Isola. Infatti, in merito ai criteri utilizzati per delimitare i distretti e stabilirne i capoluoghi, la Costituzione del 1812 stabiliva:
(Costituzione del Regno di Sicilia - Divisione della Sicilia in 23 distretti)

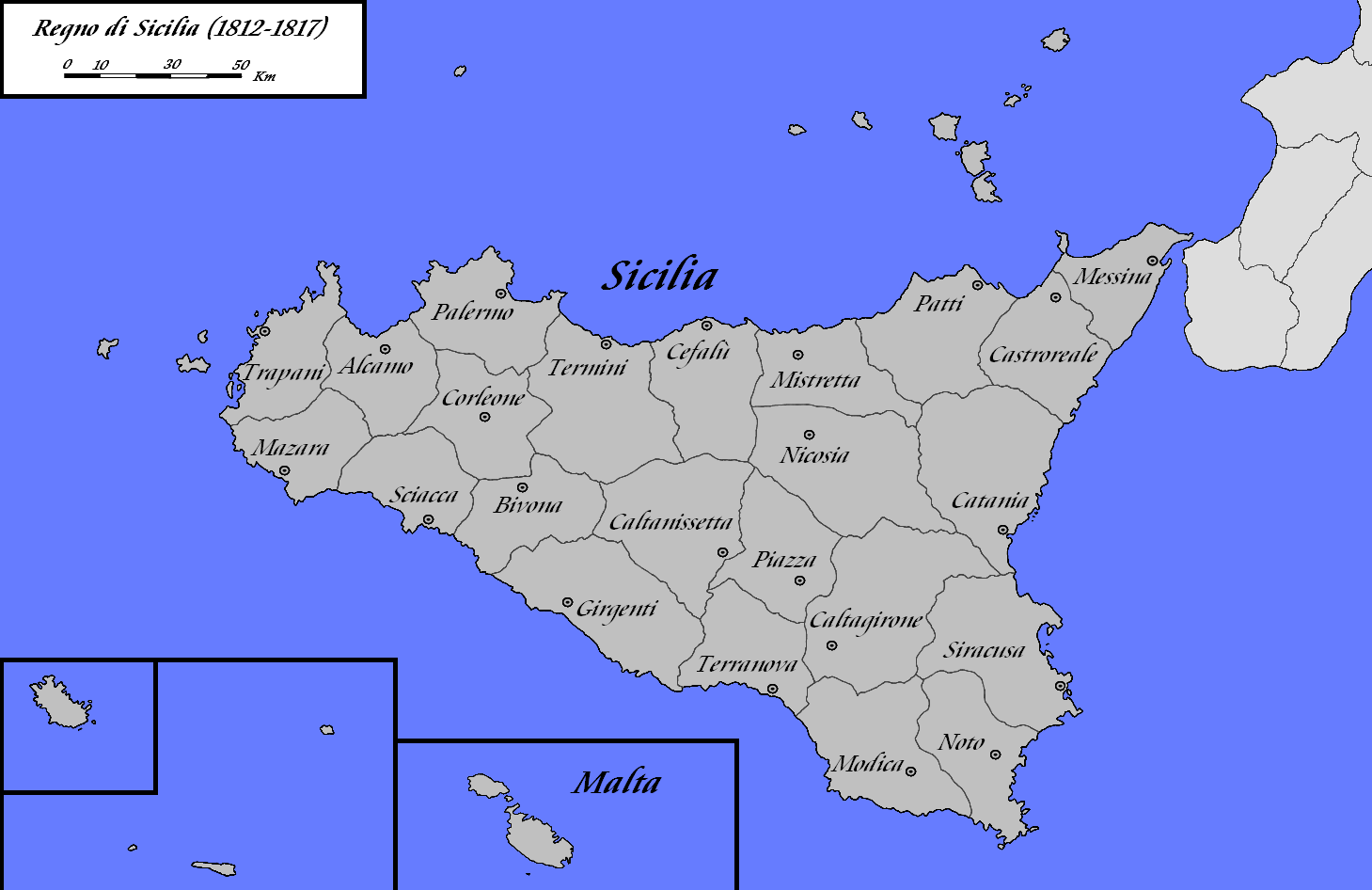
Mappa dei 23 distretti di Sicilia secondo la Costituzione del 1812.

Nonostante i criteri avanzati dal Piazzi, vi furono numerose controversie tra le città capoluogo e quelle che miravano a ricoprire tale ruolo, poiché le città designate come capoluogo di distretto usufruivano di diversi vantaggi politici, economici ed occupazionali.
Le 23 città siciliane elevate a capoluogo di distretto furono: Alcamo, Bivona, Caltagirone, Caltanissetta, Castroreale, Catania, Cefalù, Corleone, Girgenti, Mazara, Messina, Mistretta, Modica, Nicosia, Noto, Palermo, Patti, Piazza, Sciacca, Siracusa, Termini, Terranova e Trapani.
Bivona, capoluogo del XII distretto, e Caltanissetta, capoluogo del XXII distretto, furono le uniche città ex-feudali elevate a capoluogo di distretto: le altre ventuno città, infatti, anticamente erano città demaniali.
I funzionari distrettuali erano le figure preposte alla guida del distretto: per ciascuno dei quali erano previsti un segreto, un proconservatore, tre giudici del tribunale ed un capitan d'arme. Il segreto era responsabile del settore finanziario: da lui dipendevano i prosegreti esattori dei vari comuni del distretto; il proconservatore apprestava i ruoli dei contribuenti; i giudici discutevano le cause di seconda istanza; il capitan d'arme era posto alle immediate dipendenze del ministro di alta polizia ed assicurava la pubblica sicurezza, in particolar modo nelle campagne, grazie all'ausilio della sua compagnia d'arme, formata da dodici uomini.

### L'istituzione delle province delle Due Sicilie
Dopo la fusione delle corone di Palermo e Napoli nel Regno delle Due Sicilie del dicembre 1816, venne attuata una riforma amministrativa (11 ottobre 1817) con una nuova suddivisione amministrativa che fece divenire i distretti unità amministrative di secondo livello subordinate alle sette province siciliane (o valli minori), nuove circoscrizioni territoriali più grandi e più rilevanti da un punto di vista amministrativo. Il Regio Decreto del 30 maggio 1819 previde la suddivisione dei distretti in diversi "circondari", che presero nome dai rispettivi capoluoghi.
Negli anni venti dell'Ottocento, in seguito ad una grave crisi finanziaria che colpì la Sicilia, il governo modificò l'assetto amministrativo dell'isola: fu prevista la riduzione delle province da 7 a 4 e l'abolizione di alcune sottintendenze. Il Regio Decreto dell'8 marzo 1825, tuttavia, mantenne inalterato il numero delle province, ma abolì tutte le sottintendenze. I gravi disordini che seguirono, in particolar modo quelli del 1837, indussero il governo a ripristinare gli apparati amministrativi distrettuali.
Nel 1838, infine, i distretti passarono da 23 a 24, quando Ferdinando II delle Due Sicilie elevò la città di Acireale a capoluogo, istituendo il distretto di Acireale con lo scorporo di alcuni comuni dal distretto di Catania.

## Economia
Dal punto di vista economico in quegli anni il regno di Sicilia non ebbe lo sviluppo che i Borboni diedero alla Campania. Ferrovie e le maggiori aree industriali, infatti, nacquero solo nel napoletano (inteso come regione continentale del Regno). In Sicilia, comunque, si sviluppò la produzione e il commercio dello zolfo, del sale, dei marmi, degli agrumi, del grano (la Sicilia, sin dal tempo degli antichi Romani, era il "granaio d'Europa"). L'emigrazione in Sicilia, come del resto anche nel meridione, era ancora un fenomeno pressoché assente. Maggiore economista del Regno fu all'epoca il palermitano Vincenzo Emanuele Sergio (1740-1810).